# Huta (Przespolew Kościelny)
Huta – część wsi Przespolew Kościelny w Polsce, położona w województwie wielkopolskim, w powiecie kaliskim, w gminie Ceków-Kolonia. Huta wchodzi w skład sołectwa Przespolew Kościelny.
W latach 1975–1998 Huta należała administracyjnie do województwa kaliskiego.